# Ostrężnica
Ostrężnica – wieś w Polsce, położona w województwie małopolskim, w powiecie krakowskim, w gminie Krzeszowice.
W latach 1975–1998 miejscowość administracyjnie należała do województwa krakowskiego.
We wsi mieści się szkoła podstawowa i boisko LKS Jutrzenka.

## Integralne części wsi
| SIMC    | Nazwa  | Rodzaj     |
| ------- | ------ | ---------- |
| 0324464 | Galman | przysiółek |

## Historia
Tradycje górnictwa rudy galmanu sięgają końca XIII i XIV w. W rejonie Ostrężnicy czynne były kopalnie Gruszka, Wapowska, Żeglarka, Terle, Krzywa, Hynkowska, Szczęsna i Lipia. Wieś Ostrzeżnica położona w województwie krakowskim wchodziła w 1662 roku w skład hrabstwa tęczyńskiego Łukasza Opalińskiego. W drugiej połowie XVII w. czynne były kopalnie galmanu koło Ostrężnicy, skąd wywożony był Wisłą do Gdańska, a stamtąd dalej dostarczany głównie do Szwecji, gdzie używano go do produkcji mosiądzu. Około 1720 r. spławiano do Gdańska z kopalni pod Ostrężnicą rocznie 500 beczek (ok. 350 ton galmanu), a w drugiej połowie XVIII w. ok. 300 beczek (ok. 200 ton). W połowie XIX w. głównym ośrodkiem wydobycia galmanu były kopalnie na terenie Ostrężnicy, koło nowogórskiego przysiółka Paryż.
Po 1854 r. po raz pierwszy użyto nazw własnych kopalń pochodzącymi od nazw pól górniczych. Kopalnia ostrężnicko-lgocka otrzymała imię Katarzyna, która dzieliła się na rewiry: I. Mrowce, II. Kocman, III., IV., V., VI. i VII. Przykra, VIII., X. i XI. Niwki, IX. Babskie. Zbudowana została cechownia, budynki mieszkalne dla dozoru i administracji, oraz składy i stajnie. W 1854 r. kopalnia była wyposażona m.in. w 75 lin szybowych, 70 okutych kibli do wyciągania urobku, 119 taczek, 84 sita i 44 cebry do przesiewania galmanu, 36 skrzyń do płukania galmanu, 1 miech do oczyszczania powietrza w chodnikach. Czynny był jeden kierat wydobywczy. Kopalnia składała się z kilkudziesięciu szybów i całego labiryntu chodników. Później wybito na Galmanie duży szyb i zaopatrzono go w maszynę wydobywczą.
Dokładne plany robót zaczęto tworzyć po 1850 roku. Na północny zachód od wsi, w pobliżu kopalni w latach 1854–1857 została przebudowana na bity gościniec droga z Lgoty do Trzebini, którą wożono galman do trzebińskiej stacji kolejowej. Pod koniec XIX w. nastąpił upadek górnictwa rud cynkowych, wydobycie po 1890 r. zaczęło upadać, wskutek wyczerpywania się złóż. Drobne ilości galmanu wydobywano jeszcze koło przysiółka Galman do I wojny światowej.
W 1908 r. powstała ostrężnicka szkoła, w miejscu gdzie na początku XX w. znajdowała się karczma hrabiów Potockich. W owym roku została ona z placem wykupiona i oddana jako szkoła jednoklasowa. W 1911 r. wybudowano budynek murowany. W czasie II wojny światowej budynek szkoły został zmieniony na niemiecki urząd celny, ponieważ przez zachodnią granicę wioski przebiegała granica pomiędzy Generalnym Gubernatorstwem a III Rzeszą. W 1969 r. szkołę rozbudowano.

## Wspólnoty wyznaniowe
- Kościół rzymskokatolicki:
  - parafia pw. św. Faustyny (1999) – kościół św. Siostry Faustyny
- Świadkowie Jehowy:
  - zbór Ostrężnica (Sala Królestwa, Nowa Góra (Łany), ul. Polna 6)[7].